# 布雷佐沃
布雷佐沃是保加利亞的城鎮，位於該國中部，距離首府普羅夫迪夫55公里，由普羅夫迪夫州負責管轄，面積49.96平方公里，海拔高度240米，受大陸性氣候影響，2010年人口1,957。